# Mycetophila nigrofusca
Mycetophila nigrofusca is een muggensoort uit de familie van de paddenstoelmuggen (Mycetophilidae). De wetenschappelijke naam van de soort is voor het eerst geldig gepubliceerd in 1884 door Dziedzicki.